# Carlon Jeffery
Carlon Jeffery (ur. 10 lipca 1993 w Houston) – amerykański aktor i raper. Znany z roli Camerona Parks w serialu Nadzdolni. Ma siostrę bliźniaczkę - Carle, która również jest aktorką. Carlon jest również raperem - występuje pod pseudonimem Lil' C-Note. Nagrał wraz z Stefanie Scott piosenkę do filmu Nie-przyjaciele.

## Filmografia
- U nas w Filadelfii - Chris (2006)
- Eye See Me - Mały K C (12 lat) (2007)
- Herosi - Damon Dawson (2007)
- After School - Row Row (2008)
- Kości - Elf Ezra (2009)
- Trust Me - Nieznany (2009)
- The Strange Thing About the Johnsons - Mały Isaiah (2011)
- Nadzdolni - Cameron Parks (2011–2013)
- Cloud 9 - Dink (2014)